# یواس‌اس اکدیا (ای‌دی-۴۲)
یواس‌اس اکدیا (ای‌دی-۴۲) (به انگلیسی: USS Acadia (AD-42)) یک کشتی بود که طول آن ۶۴۱ فوت ۱۰ اینچ (۱۹۵٫۶۳ متر) بود. این کشتی در سال ۱۹۷۹ ساخته شد.